# 張宏 (弘治進士)
張宏（1463年—？），字子容，南京神策衛官籍順天府固安縣人，明朝政治人物。明朝官員。進士出身。

## 生平
弘治五年（1492年）壬子科應天鄉試第七十六名舉人，弘治十二年（1499年）中式己未科會試第一百二十名，二甲第三十九名進士。授南京戶部主事，卒。

## 家族
曾祖张得林，贈千户。祖张彬，千户。父张英，千户。母鄭氏，封宜人。慈侍下。兄德山、张宗（千户）。弟仲贤、仲良。